# Tricalysia ignota
Tricalysia ignota är en måreväxtart som beskrevs av Diane Mary Bridson. Tricalysia ignota ingår i släktet Tricalysia och familjen måreväxter. Inga underarter finns listade i Catalogue of Life.